# تاريخ ولاية نيويورك

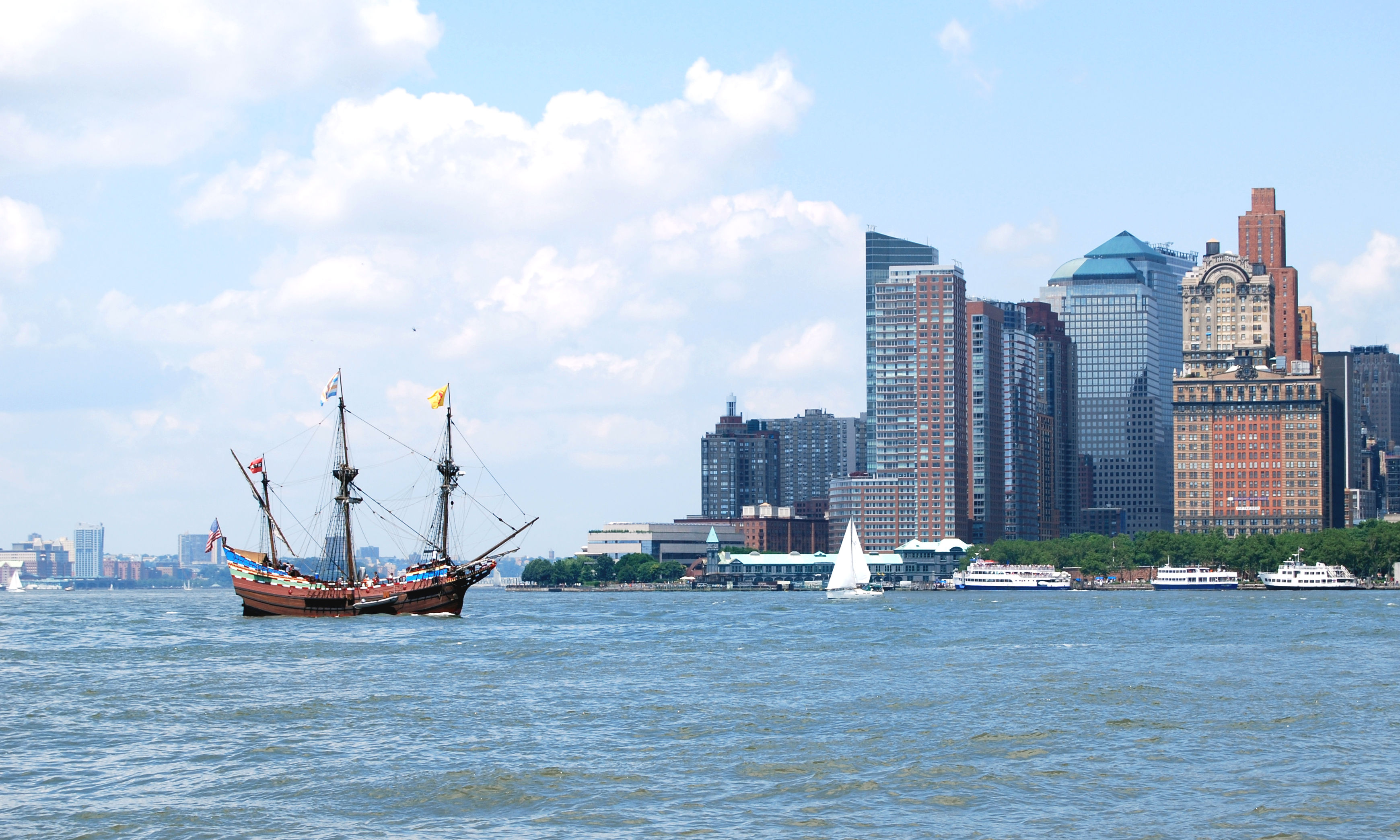

بدأ تاريخ ولاية نيويورك عندما وصل إليها البشر لأول مرة حوالي سنة 10,000 قبل الميلاد. بحلول عام 1100م، ومع تطور وازدهار قبائل الايروكويان والألجونكيان، سادت ثقافتهما في المنطقة بشكل رئيس. قاد الإيطالي جيوفاني دا فيرازانو الاكتشاف الأوروبي لنيويورك عام 1524، ثم تملك الهولنديون الأرض عام 1609. لعبت المستعمرة، باعتبارها جُزءًا من نيو نذرلاند «هولندا الجديدة»، دورًا مهمًا في تجارة الفراء، كما أصبحت موردًا زراعيًا بفضل نظام باترون الإقطاعي. في عام 1626 اشترى الهولنديون جزيرة مانهاتن من الأمريكيين الأصليين. في عام 1664، أعادت إنجلترا تسمية المستعمرة عبر بحيرة أونتاريو إلى «نيويورك»، نسبة إلى مدينة تورونتو (مدينة يورك). اكتسبت مدينة نيويورك أهميتها في القرن الثامن عشر باعتبارها ميناءً تجاريًا رئيسيًا في المستعمرات الثلاثة عشر.
لعبت نيويورك دورًا محوريًا خلال الثورة الأمريكية وحرب الاستقلال اللاحقة. جمع مؤتمر قانون الطابع عام 1765 ممثلين من مختلف أنحاء المستعمرات الثلاثة عشر لتكوين استجابة موحدة ضد السياسات البريطانية. نَشُطَ أبناء الحرية في نيويورك لتحدي السلطات البريطانية، وبعد خسارة كبيرة في معركة لونغ آيلند، تعرض الجيش القاري لسلسلة من الهزائم الإضافية التي أرغمته على التراجع عن منطقة مدينة نيويورك، تاركًا الميناء الاستراتيجي والمرفأ قاعدةً للجيش البريطاني والبحرية البريطانية استخدموها خلال عملياتهم في أمريكا الشمالية لبقية الحرب. كانت معركة ساراتوجا نقطة التحول في الحرب لصالح الأمريكيين، إذ أقنعوا فيها فرنسا بالتحالف معهم بشكل رسمي. اعتمد دستور نيويورك عام 1777، وأثر بقوة على دستور الولايات المتحدة العام. كانت مدينة نيويورك عاصمة وطنية في أوقات مختلفة بين عامي 1785 و1790، حيث أُعِدّت وثيقة الحقوق. أصبحت ألباني عاصمة الولاية بشكل دائم عام 1797. وفي عام 1787، أصبحت نيويورك الولاية الحادية عشرة التي تصدق على دستور الولايات المتحدة.
حصلت تطورات كبيرة في مجال النقل في نيويورك خلال القرن التاسع عشر، حيث أنشئ أول خط للسفن البخارية عام 1807، وقناة إيري عام 1825، وأول خدمة سكك حديدية منتظمة في أمريكا عام 1831. وقد أدت هذه التطورات إلى توسيع مستوطنة غرب نيويورك والعلاقات التجارية مع مستوطنات الغرب الأوسط حول البحيرات العظمى.
بسبب العلاقات التجارية لمدينة نيويورك مع الجنوب، كان هناك العديد من المتعاطفين الجنوبيين في الأيام الأولى من الحرب الأهلية الأمريكية واقترح العمدة الانسحاب. بعيدًا عن المعارك، أرسلت نيويورك في النهاية معظم رجالها وأموالها لدعم قضية الاتحاد. وبعد ذلك، ساعدت الولاية في خلق العصر الصناعي، وبالتالي شكلت موئلًا لبعض النقابات العمالية.
خلال القرن التاسع عشر، أصبحت مدينة نيويورك نقطة دخول رئيسية للمهاجرين الأوروبيين القادمين إلى الولايات المتحدة، بدأت بموجة من الإيرلنديين خلال المجاعة الكبرى. قدم الملايين من خلال قلعة كلينتون في حديقة البطارية قبل أن تفتح جزيرة إيليس عام 1892 لاستقبال ملايين آخرين بشكل متزايد من أوروبا الشرقية والجنوبية. افتتح تمثال الحرية عام 1886 وصار رمزًا للأمل. ازدهرت نيويورك خلال العشرينات الهادرة قبل انهيار وول ستريت عام 1929، كما عبرت ناطحات السحاب عن حيوية المدينة وطاقتها. ضمت مدينة نيويورك أطول المباني في العالم من 1913 إلى 1974.
بسبب تراكم الطلبات على الصناعات الدفاعية في الحرب العالمية الثانية، تحسن اقتصاد الولاية بشكل ملحوظ مقارنة بفترة الكساد الكبير، إذ عمل مئات الآلاف لهزيمة قوى المحور. في أعقاب الحرب، توسع البنيان في الولاية، حيث بنيت ضواح كبيرة حول جميع المدن الرئيسية، في حين انخفض البنيان في معظم المدن المركزية. افتتح الطريق السريع عام 1956، وهو ما يعتبر مؤشرًا على مدى التقدم في مجال النقل في الولاية ذلك الوقت.
في أواخر السبعينيات، وبعد فترة عانت فيها نيويورك من شبه الإفلاس اقتصاديًا، جددت الولاية مكانتها باعتبارها مركزًا ثقافيًا، وجذبت المزيد من المهاجرين، وتطورت فيها أنماط موسيقية جديدة. تطورت المدينة من النشر لتصبح عاصمة إعلامية خلال النصف الثاني من القرن العشرين، حيث استضافت معظم القنوات الإخبارية الوطنية والإذاعية، كما نالت بعض صحفها شهرة على الصعيدين الوطني والعالمي. تلاشت المصانع تدريجيًا مع إعادة هيكلة الصناعة، وتحولت الولاية إلى صناعات الخدمات.
دمرت هجمات 11 سبتمبر 2001 مركز التجارة العالمي، فقتلت ما يقرب من 3,000 شخصًا؛ وتعتبر هذه الحادثة واحدةً من أكبر الهجمات الإرهابية على الأراضي الأمريكية.

## نيويورك خلال الثورة الأمريكية
لعبت نيويورك دورًا محوريًا في حرب الاستقلال الأمريكية. انتفضت المستعمرة في أعقاب قانون الطابع الصادر عام 1765، والذي دفع أبناء الحرية الذين يتخذون من مدينة نيويورك مقرًا لهم إلى تصدر المشهد السياسي في نيويورك. أدى القانون إلى تفاقم الكساد الذي عانت منه الولاية بعد إخفاق غزو كندا عام 1760. على الرغم من خسارة تجار نيويورك عقودًا عسكرية مربحة، سعت الجماعة إلى إيجاد أرضية مشتركة بين الحاكم والشعب؛ لكن التسوية أصبحت مستحيلة منذ معارك نيسان 1775 في ليكسينغتون وكونكورد. جمعت عائلتان قويتان في الولاية على مدى عقود تحالفات من المؤيدين على مستوى المستعمرة. مع وجود استثناءات قليلة، انضم رجال مرتبطون بفصيل دي لانسي لدعم التاج عندما قررت قيادتها ذلك، في حين أصبح أعضاء فصيل ليفينغستون وطنيين.
بسبب موقعها الاستراتيجي المركزي والمرفأ المرافق، كانت نيويورك مفتاحًا للتحكم والسيطرة على المستعمرات. جمع البريطانيون أكبر أسطول في القرن: في مرحلة ما رسى ما يقرب من 30,000 بحارًا وجنديًا بريطانيًا قبالة جزيرة ستاتن. فر الجنرال جورج واشنطن بالكاد من نيويورك مع جيشه في نوفمبر 1776، حيث نجح الجنرال السير وليام هاو في إخراج واشنطن، لكنه أخطأ في الوصول إلى ولاية نيو جيرسي. بحلول يناير 1777، كان الجنرال قد احتفظ ببعض المواقع المركزية بالقرب من مدينة نيويورك. استولى البريطانيون على المدينة طوال تلك المدة، واستخدموها كقاعدة للحملات ضد أهداف أخرى.
في أكتوبر 1777، فاز الجنرال الأميركي هوراشيو غيتس في معركة ساراتوجا، التي اعتبرت فيما بعد نقطة تحول في الحرب. لو لم يصمد غيتس، لكان من الممكن أن تنهار الثورة: فخسارة ساراتوجا كانت ستكلف ممر هدسون شامبلين بالكامل، الأمر الذي كان من شأنه أن يفصل نيو إنغلاند عن بقية المستعمرات ويهدد مستقبل الاتحاد.

## وضعها كولاية حتى الحرب الأهلية
بعد نهاية الحرب، صارت حدود نيويورك واضحة المعالم: حيث أصبحت المقاطعات الواقعة شرق بحيرة شامبلين ولاية فيرمونت، وسُوّيت الحدود الغربية للولاية بحلول عام 1786.
دعم العديد من قبائل إيراكوي البريطانيين، لأنهم كانوا يخشون الطموحات الأميركية المستقبلية، وقتل كثيرون منهم خلال الحرب؛ وآخرون ذهبوا إلى المنفى مع البريطانيين. وعاش من بقي منهم في اثنتي عشرة محمية؛ وبحلول عام 1826 لم تبقى سوى ثماني محميات، ما زالت جميعها حتى القرن الواحد والعشرين.
اعتمدت الولاية دستورها في أبريل 1777، وأدى ذلك إلى الفصل التنفيذي القوي والصارم بين السلطات. أثر ذلك بقوة على الدستور الفيدرالي بعد عقد من الزمن، إذ أدى الجدل حوله عام 1787 إلى تشكيل الجماعات المعروفة باسم الفيدراليين (أولئك الذين عاشوا في مدينة نيويورك أو بالقرب منها) الذين أيدوا وجود حكومة وطنية قوية – ومعادي الفيدرالية، من الذين عاشوا في شمال المدينة وغربها، والذين عارضوا مطالب الفيدراليين.

## وصلات خارجية
- New York State Historical Association
- New-York Historical Society
- New York History Review
- New York History Net
- New Netherland and Beyond: Genealogy and History site for New Netherland and Colonial New York.